# Saliagos
Saliagos (en grec moderne : Σαλιαγκός, donc on trouve parfois la graphie Saliangos) est un îlot (110 m sur 70 m, soit autour de 0,7 ha) situé entre Paros et Antiparos dans les Cyclades en Grèce.
Un habitat néolithique de pêcheurs et marins (bâtiments, objets en pierre et en terre cuite ainsi que restes de nourriture), remontant à la fin du Ve millénaire av. J.-C. y a été découvert. Il s'agit de la plus ancienne trace d'occupation dans les Cyclades. Le site a été fouillé en 1964-1965 par l'École britannique d'Athènes.

## Site
À l'origine, Saliagos n'était pas un îlot isolé, mais faisait partie du « grand Paros ». Saliagos était alors une petite butte au milieu d'un isthme entre les deux futures îles Paros et Antiparos, et c'est sur cette butte que se situait l'habitat dont une partie a disparu, recouverte par la mer.

## Habitat néolithique
Trois strates ont été mises au jour. Le site comptait des bâtiments rectangulaires dont le plus grand mesure 15 m sur 17 m. Il fut occupé durant une période de 200 à 400 ans à la fin du Ve millénaire av. J.-C.. La taille de l'îlot actuel ainsi que l'extrapolation liée aux parties recouvertes ou érodées par la mer, mises en relation avec les densités estimées des populations néolithiques, permet d'émettre l'hypothèse d'une population située entre 70 et 150 personnes. Cependant, les strates les plus récentes montrent une occupation moins forte sur un site plus petit. Il semblerait aussi que la phase suivante dans les Cyclades, après l'abandon de « gros » villages type Saliagos ait été une période de tout petits habitats dispersés. Cette diminution était probablement liée à la montée du niveau de la mer.
Pendant longtemps, Saliagos était le seul établissement néolithique des îles de la mer Égée connu de sa période, jusqu'à ce que les fouilles du site de Fteliá à partir de 1995 mettent au jour une deuxième colonie similaire sur l'île de Mykonos, appartenant à la même culture. Fteliá semble représenter une culture archéologique encore plus ancienne que Saliagos.

## Culture
La poterie plutôt sombre est caractérisée par des vases dits « calice » qui ne se trouvent que sur Saliagos. Le site a aussi révélé la plus ancienne sculpture connue des Cyclades, dite « Grosse dame de Saliagos ».
La population de Saliagos dans son ensemble aurait utilisé et usé entre 4,3 et 8,5 kg d'obsidienne par an, soit entre 87 000 et 174 000 kg sur l'ensemble de l'occupation. Seuls 1 à 2 % de cette obsidienne seraient originaires de l'île. Le reste fut importé de Milos, la grande source d'obsidienne alors dans le monde égéen. Saliagos utilisa autour de 0,13 % de l'obsidienne consommée alors sur l'ensemble de l'Égée. Quelque 99 400 fragments sont encore sur l'îlot de nos jours.

## Galerie

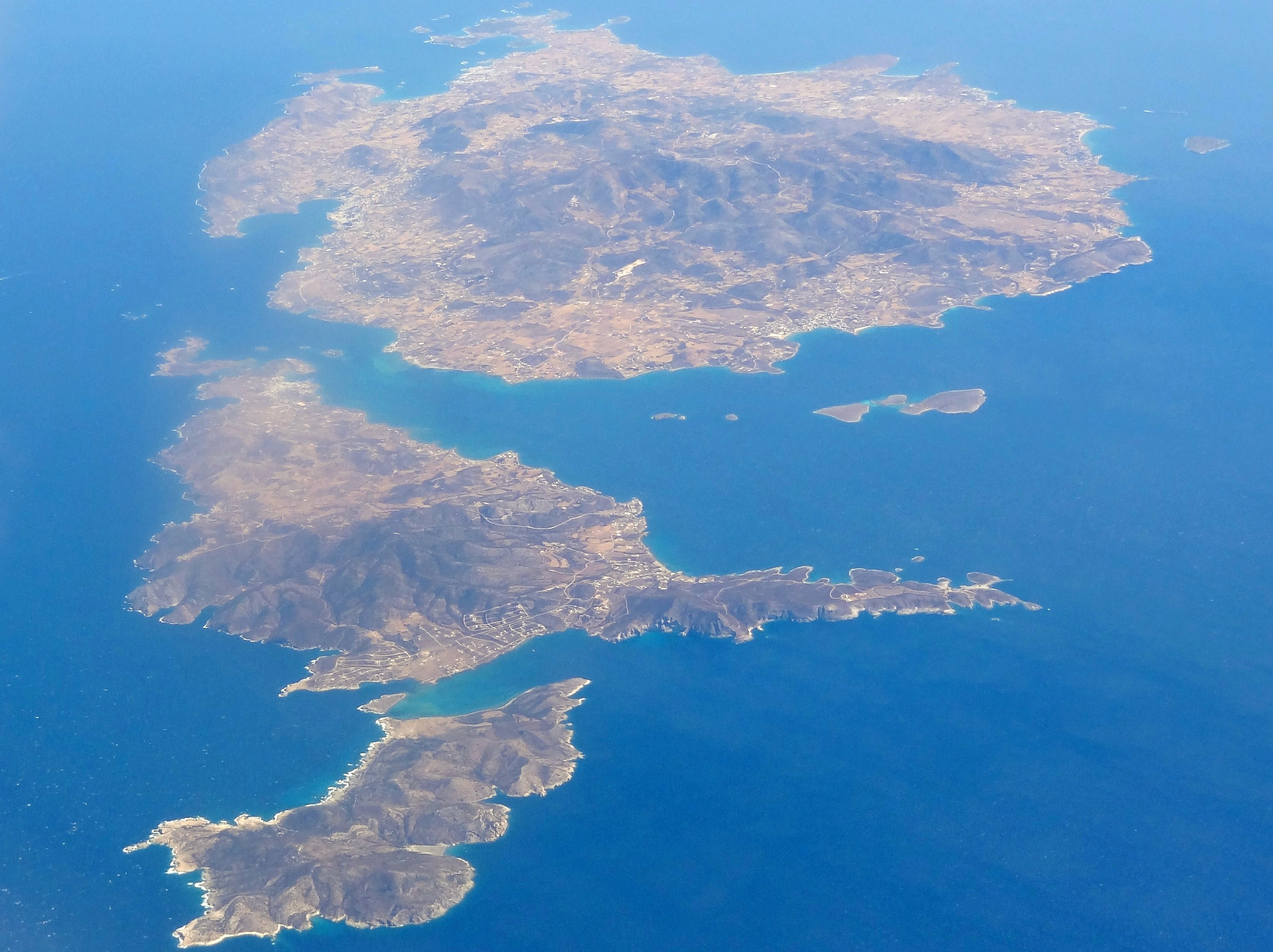
Photo aérienne (du premier au dernier plan) de Despotikó, Antiparos, Saliagos (à droite d'Antiparos) et Paros.
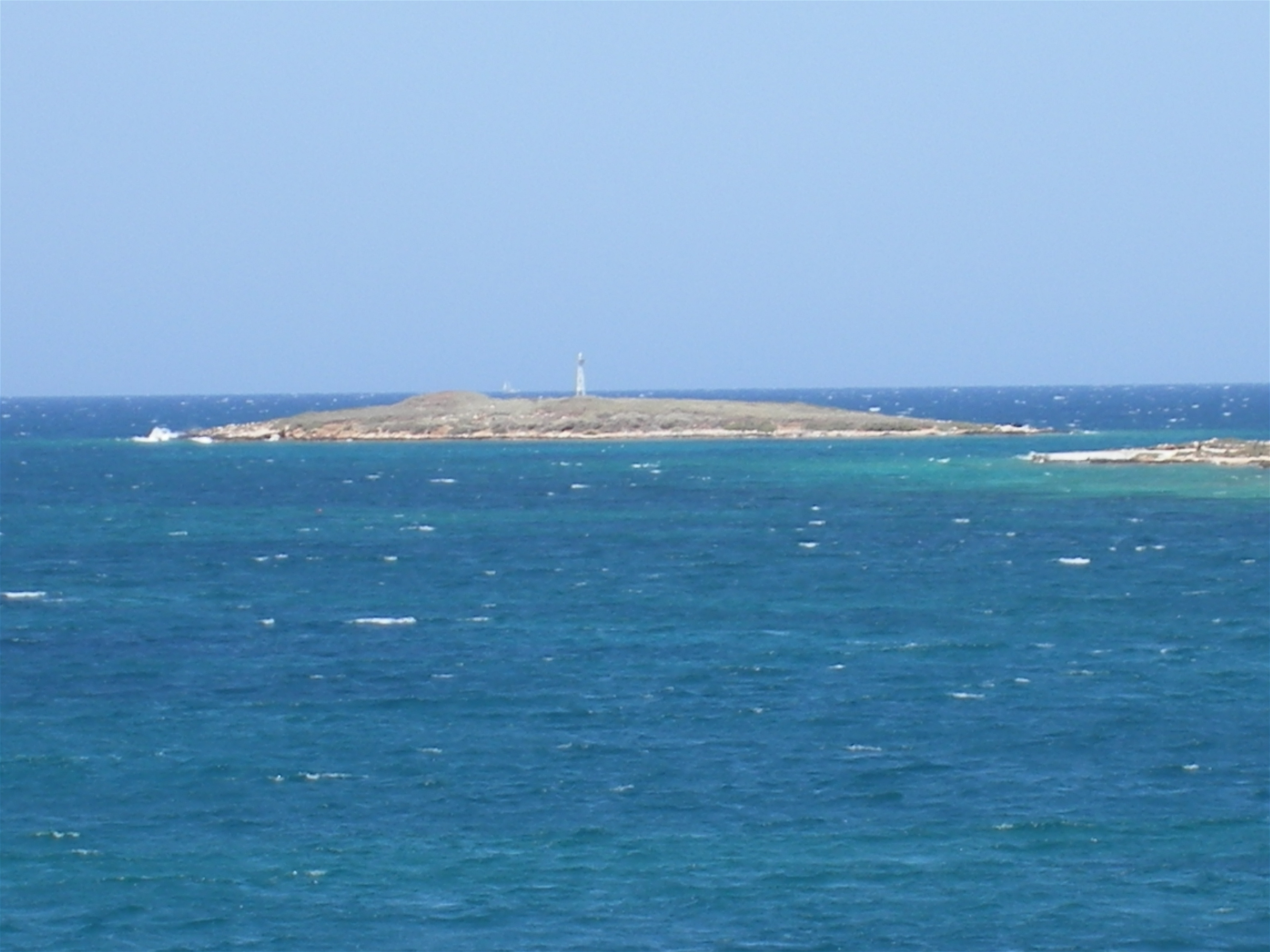
Saliagos
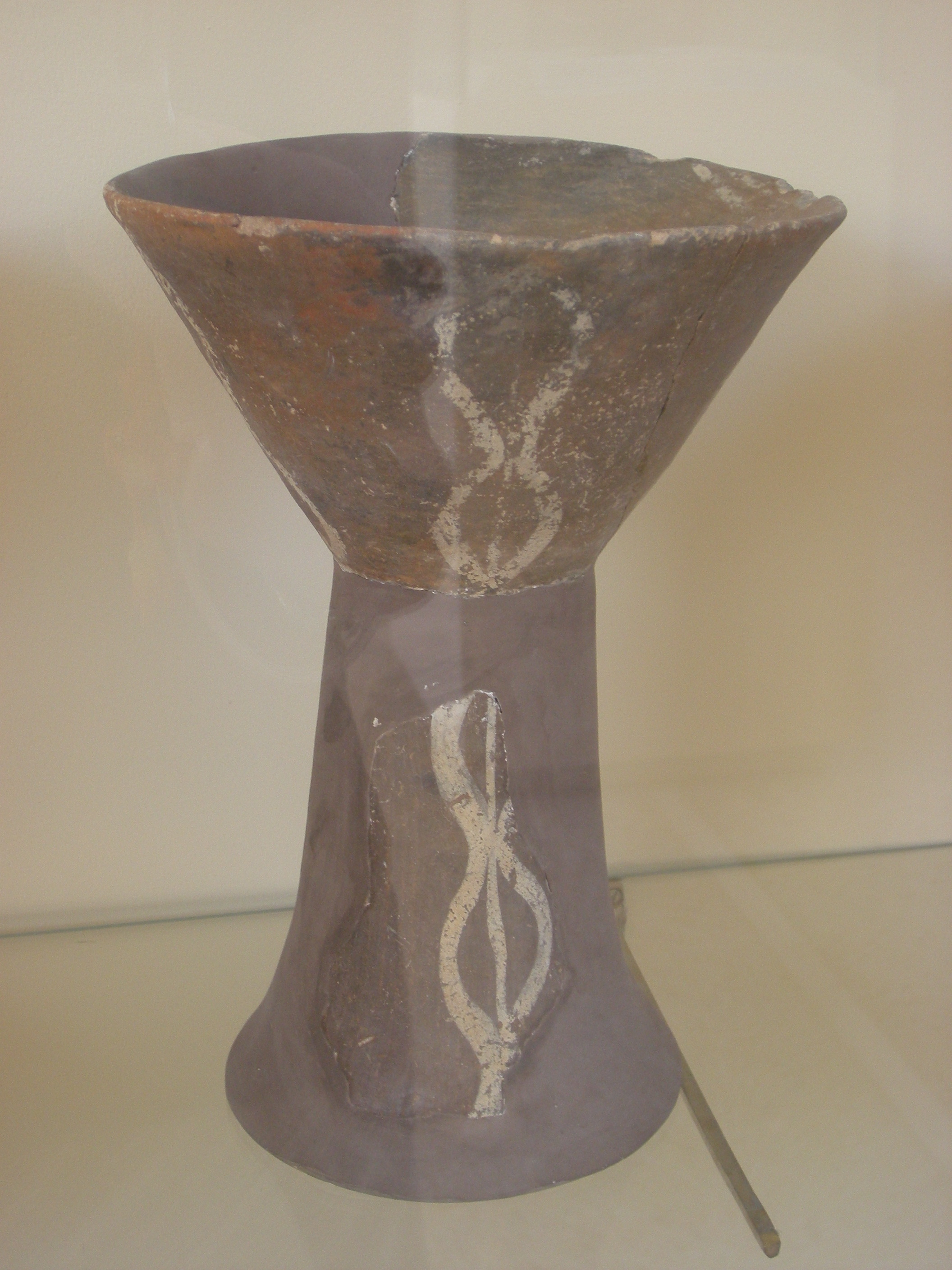
Vase « calice », caractéristique de Saliagos.
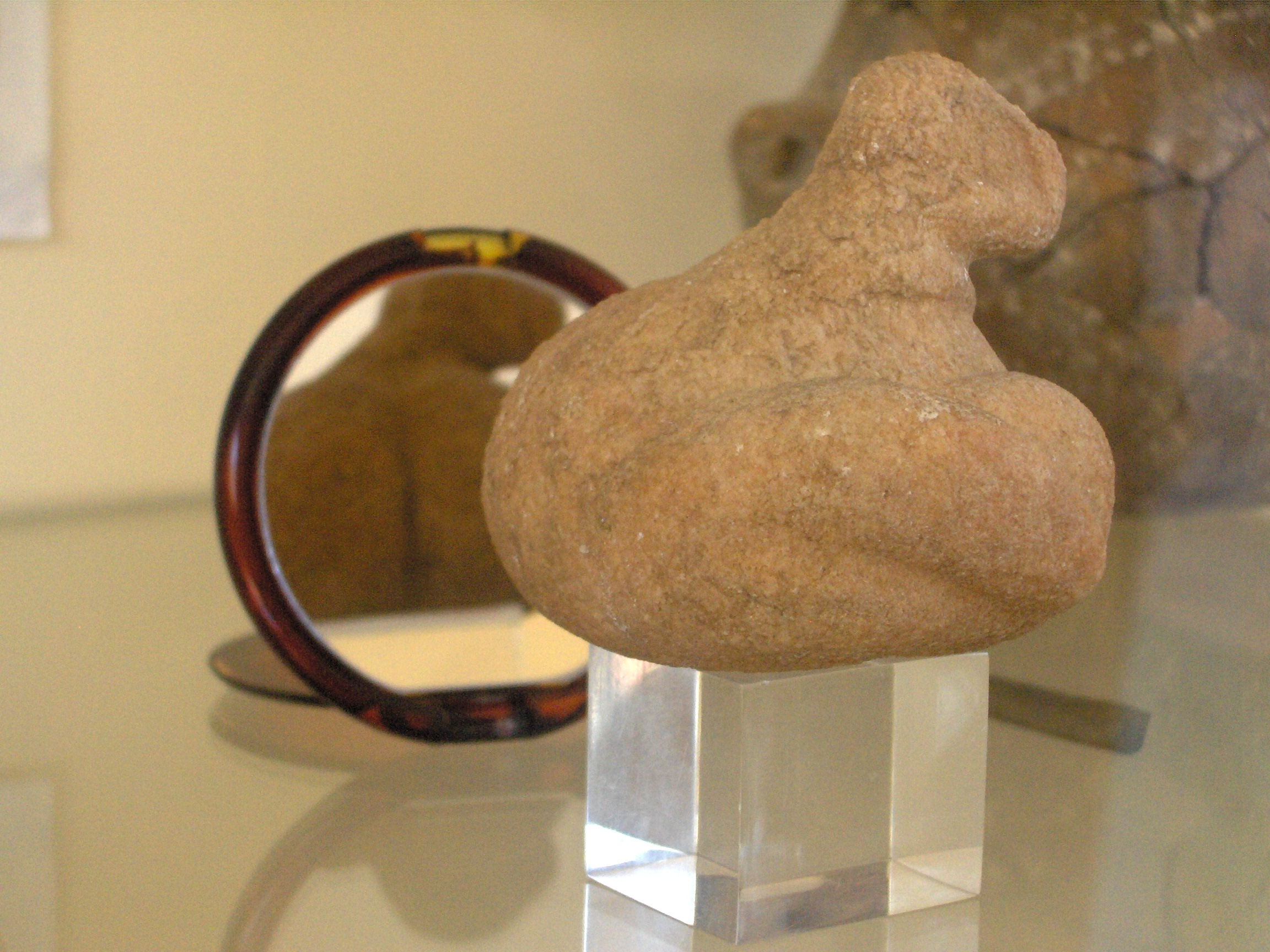
La « Grosse dame de Saliagos », Ve millénaire av. J.-C.